# Atsuji Miyahara
Atsuji Miyahara (宮原 厚次?, Miyahara Atsuji; 20 dicembre 1958) è un ex lottatore giapponese.

## Palmarès
Olimpiadi
- 2 medaglie:
  - 1 oro (lotta greco-romana - pesi mosca a Los Angeles 1984)
  - 1 argento (lotta greco-romana - pesi mosca a Seul 1988)